# Hollis Price
Hollis Price est un joueur américain de basket-ball né le 29 octobre 1979 à la Nouvelle-Orléans, en Louisiane.

## Biographie
Aux États-Unis, Price joue pour les Sooners de l'université d'Oklahoma de 1999-2003. Il mène les Sooners au Final Four en 2002. Connu pour sa précision au tir et ses qualités de meneur d'hommes, il est parfois considéré comme le meilleur joueur de l'université d'Oklahoma depuis Wayman Tisdale.
Price n'est pas choisi lors de la Draft 2003 de la NBA et part jouer en Europe. Il joue notamment pour Olimpia Milano en Italie, Lietuvos rytas en Lituanie, CDB Séville en Liga ACB, ALBA Berlin en Basketball-Bundesliga et au Le Mans Sarthe Basket en Pro A de 2003 à 2005.
En février 2010, il rejoint le club des Artland Dragons Quakenbrück (Basketball-Bundesliga) avant de retourner à l'ALBA Berlin en août. Il est cependant remercié par l'ALBA en février 2011.